# Lawrence Richardson Jr.
Lawrence Richardson Jr. (2 de dezembro de 1920 em Altoona, Pensilvânia - 21 de julho de 2013 em Durham, Carolina do Norte) foi um classicista americano e historiador da Antiguidade educado na Universidade de Yale que foi membro faculdade de clássicos na Universidade Duke de 1966 a 1991. A pesquisa de Richardson inclui arquitetura doméstica romana, os sítios de Pompeia e Cosa e pintura mural romana.
Lawrence foi casado com a arqueóloga clássica Emeline Hill Richardson. Ele recebeu numerosos bolsas de estudo, incluindo o Programa Fulbright, a Bolsa Guggenheim e apoio do Conselho Americano de Sociedades Eruditas. Foi um membro da Academia Americana em Roma (1950) e diretor de campo das escavações de Cosa (1952–1955). Ele foi residente da academia (1979) e professor no comando Mellon da Escola de Estudos Clássicos (1981). Em 2012, foi premiado com a Medalha de Ouro do Instituto Arqueológico da América.

## Publicações

### Teses
- 1944. Poetical theory in republican Rome; an analytical discussion of the shorter narrative hexameter poems written in Latin during the first century before Christ. Undergraduate prize essays: Yale university, vol. v. New Haven, Yale University Press; London, H. Milford, Oxford University Press.

### Livros
- 1977. Propertius: Elegies I-IV : Ed., with introd. and commentary. Norman OK: University of Oklahoma Press. ISBN 9780806113715.
- 1988. Pompeii: an architectural history. Baltimore: Johns Hopkins University Press. ISBN 9780801835339.
- 1992. A new topographical dictionary of ancient Rome. Baltimore: Johns Hopkins University Press. ISBN 9780801843006.
- 1993. F. E. Brown, E. H. Richardson, L. Richardson, Jr. Cosa III: The Buildings of the Forum. Colony, Municipium, and Village. (Memoirs of the American Academy in Rome, 37.) Pennsylvania State University Press.
- 1998. [Festschrift] L. Richardson, Jr., M. T. Boatwright, and H. B. Evans. The shapes of city life in Rome and Pompeii : essays in honor of Lawrence Richardson, Jr. on the occasion of his retirement. New Rochelle, N.Y. : A.D. Caratzas. ISBN 9780892415663.
- 2000. A catalog of identifiable figure painters of ancient Pompeii, Herculaneum, and Stabiae. Baltimore: Johns Hopkins University Press. ISBN 9780801862359

### Artigos
- 1957. "Cosa and Rome: Comitium and Curia." Archaeology 10.1:49-55.